# Cimarron (film, 1931)
A Cimarron egy 1931-es amerikai western Wesley Ruggles rendezésében. A produkciót hét Oscar-díjra jelölték, melyből hármat nyert meg.
Annak ellenére, hogy az Egyesült Államokban a Nagy gazdasági világválság minden területen érződött, az RKO Pictures több mint 1,5 millió dollárt invesztált be Edna Ferber Cimarron című regényének megfilmesítésébe. A forgatási munkálatok 1930 nyarán kezdődtek meg Los Angeles külterületén.
Minden tekintetben nagyszabású produkció volt, főleg a csatajelenetek, amely D. W. Griffith tizenöt évvel azelőtti klasszikusára, a Türelmetlenségre emlékeztettek. Több mint ötezer statiszta, 28 kamerás és számos asszisztens működött közre a dombokon és a prérin átszelő lovaskocsis üldözési jelenetekben.

## Szereposztás
| Színész         | Karakter       |
| --------------- | -------------- |
| Richard Dix     | Yancey Cravat  |
| Irene Dunne     | Sabra Cravat   |
| Estelle Taylor  | Dixie Lee      |
| Roscoe Ates     | Jesse Rickey   |
| Nance O'Neil    | Felice Venable |
| George E. Stone | Sol Levy       |
| Stanley Fields  | Lon Yountis    |
| Robert McWade   | Louis Hefner   |

## Etnikai kisebbségek ábrázolása
A filmet számos kritika érte, hogy az indiánok, négerek és zsidók esetében egyes sztereotípiákat kihangsúlyoztak a film készítői. Mint a vad és kegyetlen indián, cipőpucoló négerfiú és zsidó kereskedő.

## Fogadtatás
A nagy bevétel ellenére a film magas költségvetése és a gazdasági világválság negatív hatásai következményében a produkció összességében nem lett túl sikeres.

## Érdekességek
- A Cimarron az első western, ami Oscar-díjat nyert, egyben az első western ami legjobb film kategóriában nyert.
- Az első film volt, amit minden fő kategóriában díjra jelölt az Amerikai Filmakadémia.
- 125 ezer dollárt addig még nem fizettek egy regény megfilmesítési jogáért sem.

## Oscar-díj
- Oscar-díj (1931)
  - díj: legjobb film – RKO Pictures
  - díj: legjobb adaptált forgatókönyv – Howard Estabrook
  - díj: legjobb díszlettervező – Max Rée
  - jelölés: legjobb rendező – Wesley Ruggles
  - jelölés: legjobb férfi főszereplő – Richard Dix
  - jelölés: legjobb női főszereplő – Irene Dunn
  - jelölés: legjobb operatőr – Edward Cronjager

## Fordítás
Ez a szócikk részben vagy egészben  a   Cimarron (1931 film) című angol Wikipédia-szócikk fordításán alapul.  Az eredeti cikk szerkesztőit annak laptörténete sorolja fel. Ez a jelzés csupán a megfogalmazás eredetét és a szerzői jogokat jelzi, nem szolgál a cikkben szereplő információk forrásmegjelöléseként.